# Міністерство оборони Іраку
Міністерство оборони Іраку (араб. وزارة الدفاع العراقية) — іракське урядове агентство, відповідальне за оборону Іраку. Це також стосується внутрішньої безпеки країни.

## Підлеглі структури
Міністерство керує всіма збройними силами Іраку включаючи: 
- Об’єднаний штаб

- Командування сухопутних військ Іраку

- Іракські сили спеціальних операцій

- Армію Іраку

- ВМС Іраку

- ВПС Іраку

## Історія
Міністерство було розпущено наказом Тимчасової коаліції №2 від середини 2003 року. Його було офіційно відновлено наказом CPA 67 від 21 березня 2004 року. У проміжний період Управління з питань безпеки CPA виконувало функції де-факто Міністерства оборони.
Іракське бюро з боротьби з тероризмом керує Іракським контртерористичним командуванням, яке є додатковою військовою силою, підпорядкованою безпосередньо прем’єр-міністру Іраку. Станом на 30 червня 2009 р. протягом року діяло законодавство, яке дозволило зробити Іракське бюро боротьби з тероризмом окремим міністерством.

## Міністерство Оборони
Посада міністра оборони стала вакантною в попередньому іракському кабінеті, затвердженому 21 грудня 2010 року. Поки вона була вакантною, прем'єр-міністр Нурі аль-Малікі виконував обов'язки міністра оборони. Пізніше Саадун аль-Дулаймі обіймав посаду міністра оборони з 2011 по 2014 рік. Халед аль-Обайді обіймав посаду міністра оборони в іракському кабінеті прем'єр-міністра Хайдера аль-Абаді. Джума Інад є чинним міністром з травня 2020 року.
Попередній міністр оборони генерал-лейтенант Абд аль-Кадр Мухаммед Джасім аль-Обаїді є сунітським військовим і політично незалежним. Він мав обмежений досвід і стикався з низкою перешкод, які заважали його ефективному управлінню. Деякі з основних проблем включали успадкування персоналу, який відомий фаворитизмом, корупцією та глибоко розділеним за сектантськими та етнічними ознаками. Він був суперником колишнього міністра внутрішніх справ Джавада аль-Болані, радника з національної безпеки Мувафака аль-Рубаї та міністра штабу з питань національної безпеки Ширвана аль-Вайлі. Його критикували за те, що він не зміг протистояти Організації Бадра та членам Армії Мехді, які домінують у його власній партії. Крім того, будучи сунітом, він зіткнувся з притаманними проблемами, працюючи в уряді, де домінують шиїти.
19 вересня 2005 року The Independent повідомила, що близько одного мільярда доларів США було вкрадено високопоставленими чиновниками міністерства оборони, включаючи Хазіма аль-Шаалана та Зіяда Каттана.
Серед попередніх міністрів оборони за режиму Саддама Хусейна був Алі Хасан аль-Маджид («Хімічний Алі»). Першим міністром оборони Іраку був Джафар аль-Аскарі (1920-1922).

## Перелік міністрів оборони

### Королівство Ірак
- Джафар аль-Аскарі (1920—1922)
- Нурі аль-Саїд (1922—1924)
- Ясін аль-Хашемі (1924—1925)
- Нурі аль-Саїд (1925—1928)
- Мухаммед Амін Закі (1928—1929)
- Нурі аль-Саїд (1929—1930)
- Джафар аль-Аскарі (1930—1932)
- Рашид аль-Хавджа (1932—1933)
- Джалаль Бабан (1933)
- Нурі аль-Саїд (1933—1934)
- Рашид аль-Хавджа (1934)
- Джаміль аль-Мідфаї (1934—1935)
- Рашид аль-Хавджа (1935)
- Джафар аль-Аскарі (1935—1936)
- Абд ал-Латиф Нурі (1936—1937)
- Джаміль аль-Мідфаї (1937—1938)
- Таха аль-Хашемі (1938—1941)
- Наджи Шоукат (1941)
- Назіф аль-Шауі (1941)
- Нурі аль-Саїд (1941—1942)
- Тахсін Алі (1944)
- Аршад аль-Умарі (1944)
- Исмаїл Наміг (1944—1946)
- Саїд Хаккі (1946)
- Шакір аль-Ваді (1946—1948)
- Аршад аль-Умарі (1948)
- Садик Бассам (1948)
- Шакір аль-Ваді (1948—1949)
- Умар Назмі (1949—1950)
- Шакір аль-Ваді (1950—1952)
- Хусам аль-Дін Джумаа (1952)
- Нур аль-Дін Махмуд (1952—1953)
- Нурі аль-Саїд (1953)
- Хусейн Маккі Хаммас (1953—1954)
- Нурі аль-Саїд (1954—1957)
- Ахмад Мухтар Бабан (1957)
- Абд аль-Ваххаб Мурджан (1957—1958)
- Нурі аль-Саїд (1958—1957)

### Іракська республіка
- Абдель Керим Касем (14 липня 1958 — 8 лютого 1963)
- Саліх Махді Аммаш (8 лютого 1963 — листопада 1963)
- Хардан ат-Тикрити (1963—1964)
- Тахір Яхья (1964—1965)
- Абдель Азіз аль-Удейлі (1965—1966)
- Шакри Махмуд Шукри (1966—1968)
- Ібрагім Абдель Рахман Дауд (17-30 липня 1968 р.)
- Хардан ат-Тикрити (30 липня 1968 — 3 квітня 1970)
- Хаммад Шихаб (3 квітня 1970 — червня 1973)
- Рашид аль-Ріфаа (липень 1970—1974)
- Ахмед Хасан аль-Бакр (1974 — жовтень 1977)
- Аднан Хейраллах (жовтень 1977 — 4 травня 1989)
- Абдель-Джаббар Халіл Шаншаль (Abdel Jabbar Khalil Shanshal) (1989 - 13 грудня 1990)
- Сааді Тума Аббас (Saadi Tuma Abbas) (13 грудня 1990 - апрель 1991)
- Хусейн Кеміл (апрель 1991 - листопад 1995)
- Алі Хасан аль-Маджид (1991-липень 1995)
- Султан Хашим Ахмад (липень 1995—2003)
- Алі Аллауі (тимчасовий; 4 квітня 2004 — червня 2004)
- Хазим аш-Шаалян (тимчасовий; июнь 2004 — апрель 2005)
- Саадун аль-Дулаймі (апрель 2005 — травень 2006)
- Абдул Кадір аль-Обейді (травень 2006 — грудень 2010)
- Нурі аль-Малики (декабрь 2010 — серпень 2011)
- Саадун аль-Дулаймі (серпень 2011 — жовтень 2014)
- Халед аль-Обайді (жовтень 2014 — серпень 2016)
- Отман аль-Ганмі (тимчасовий; серпень 2016 — січень 2017)
- Ерфан аль-Хіалі (січень 2017 — червень 2019)
- Наджах аль-Шаммарі (июнь 2019 — травень 2020)
- Джума Інад (з травня 2020)